# Tomichiidae
Tomichiidae zijn een familie van weekdieren uit de klasse van de Gastropoda (slakken).

## Geslachten
- Coxiella E. A. Smith, 1894
- Tomichia Benson, 1851